# 希爾施萊訥河
47°35′14″N 11°13′45″E / 47.58729°N 11.22916°E

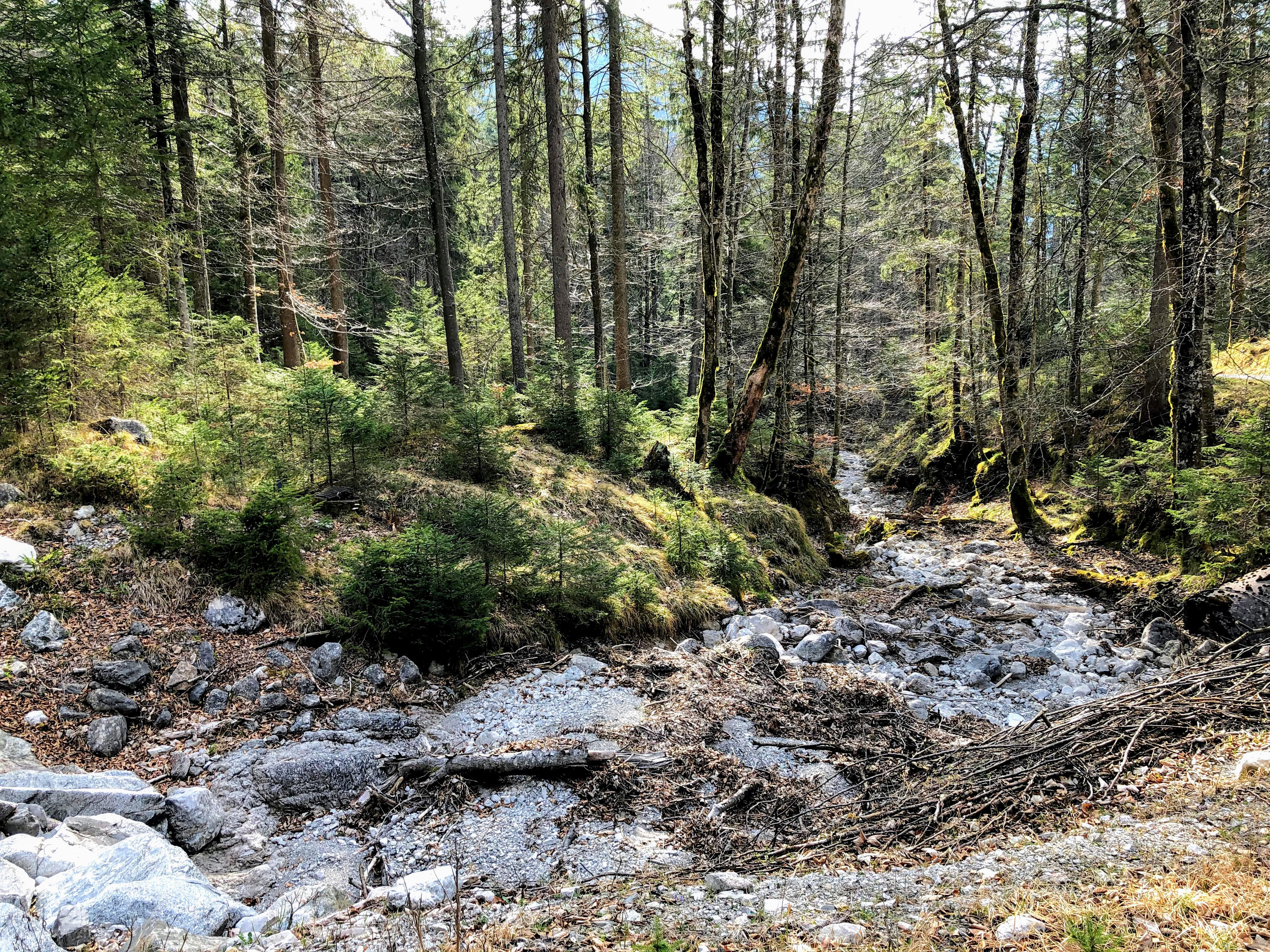

希爾施萊訥河（德語：Hirschlaine），是德國的河流，位於該國東南部，由巴伐利亞負責管轄，屬於埃申賴訥河的支流，河道全長2公里，河口處在埃申洛厄附近。